# Albanian Airlines
Albanian Airlines MAK, действующая как Albanian Airlines, — небольшая авиакомпания Албании со штаб-квартирой в городе Тирана, работавшая в сфере регулярных международных перевозок из столицы страны. Портом приписки авиакомпании являлся международный аэропорт Тираны. 11 ноября 2011 года Управление гражданской авиации Албании отозвало лицензию Albanian Airlines.

## История

### Основание
Авиакомпания Alberia Airlines была основана в мае 1991 года. Спустя год официальное название перевозчика было изменено на действующее в настоящее время Albanian Airlines, после чего компания начала предоставлять услуги регулярных пассажирских перевозок. Albanian Airlines создавалась в форме совместного предприятия между албанской государственной компанией Albtransport и австрийской частной авиакомпанией Tyrolean Airways, при этом флот перевозчика состоял из одного самолёта De Havilland Canada Dash 8-102 с австрийской регистрацией (OE-LLI). Лайнер эксплуатировался канадскими пилотами и инженерами по лицензии Tyrolean Airways вплоть до августа 1994 года, когда австрийская компания расторгла договор с Albanian Airlines и отозвала самолёт из операционного лизинга.

### Приватизация
В 1994 году Albanian Airlines был приватизирована и перешла в собственность кувейтского конгломерата компаний M. A. Kharafi & Sons Group. Спустя три года деятельность перевозчика была полностью реструктуризирована. До 1997 года Albanian Airlines эксплуатировала один самолёт Airbus A320-231, взятый в аренду у египетской авиакомпании Shorouk Air, а к 2001 году компания работала на четырёх судах Ту-134, выполняя регулярные пассажирские перевозки из Тираны в Болонью, Франкфурт, Стамбул, Приштину, Рим и Цюрих. В июле того же года авиакомпания постепенно начала вывод из эксплуатации самолёты Ту-134, заменяя их на BAe 146. Модернизация флота позволила Albanian Airlines выйти на новые маршруты в Бельгии и Германии.
В августе 2008 года авиакомпания была приобретена албанской инвестиционной группой «Advanced Construction Group» (ACG), которая выкупила все 100 % собственности перевозчика у «M. A. Kharafi & Sons Group».

### Evsen Group
14 августа 2009 года руководство Albanian Airlines объявило о совершённой сделке, согласно которой 93 % собственности авиакомпании перешло в совместный азербайджано-турецкий холдинг «Evsen Group», и только 7 % осталось в ведении албанской компании «Advanced Construction Group».
После смены собственника авиакомпания провела фирменный ребрендинг, сменила логотип, и получила в аренду из словакской Air Slovakia два самолёта Boeing 737 и один Boeing 757.
9 октября 2009 года Albanian Airlines объявила о планируемом открытии новых регулярных рейсов в Париж, Амстердам, Милан, Рим, Афины, Джидду, Пекин, а затем и в Соединённые Штаты Америки. Все планы остались нереализованными вследствие плохого финансового положения авиакомпании и дальнейшего отзыва арендованных воздушных судов в компанию Air Slovakia.

## Флот
По состоянию на январь 2011 года авиакомпания Albanian Airlines эксплуатировала следующие следующие самолёты, средний возраст которых составил 22,5 лет: